# Der Untertan (film)
Der Untertan is een Oost-Duitse film geproduceerd door de DEFA in Berlijn in 1951, onder regie van Wolfgang Staudte. Het is een verfilming van de gelijknamige roman van Heinrich Mann.

## Verhaal
De film bevat een onderzoek naar de kleinburgerziel van de Duitser: in 1918 ging rechts al tekeer tegen het boek van Heinrich Mann.
Onderdaan Diederich Hessling (een rol van Werner Peters) weet als een goede Pruis dat je de macht moet dienen op zo'n wijze dat je er ook nog aan kunt verdienen en daarom maakt hij zich warm voor een keizerlijk monument.

## Rolverdeling
| Acteur                 | Personage                       |
| ---------------------- | ------------------------------- |
| Werner Peters          | Diederich Heßling               |
| Paul Esser             | Regierungspräsident von Wulckow |
| Renate Fischer         | Guste Daimchen                  |
| Ernst Legal            | Pastor Zillich                  |
| Raimund Schelcher      | Dr. Wolfgang Buck               |
| Eduard von Winterstein | Buck sen.                       |
| Friedrich Maurer       | Fabrikant Göpel                 |
| Sabine Thalbach        | Agnes Göpel                     |
| Hannsgeorg Laubenthal  | Mahlmann                        |
| Friedrich Gnaß         | Napoleon Fischer                |

## Achtergrond
In de Bondsrepubliek werd Staudtes klassiek geworden film in eerste instantie verboden. Pas na veel geharrewar, waarbij Wolfgang Staudte voor nestbevuiler werd uitgemaakt, werd deze DEFA-film in 1957 voor het eerst in de bioscopen vertoond.
Bijna net zo legendarisch als de film zijn de verhalen over het ontstaan en de ontvangst van de film. Heinrich Mann bezat de filmrechten voor zijn roman uit 1918, maar overleed voordat de film werd opgenomen.
De film was vanaf het begin een prestige object van de DEFA. Het scenario was door regisseur Wolfgang Staudte samen geschreven met zijn vader Fritz Staudte, die ook een rol in de film speelde.
De eerste televisie-uitzending was in de DDR in september 1954, in de Bondsrepubliek echter pas in december 1969 (bij de Bayerischer Rundfunk).
Heden wordt Staudtes film als een meesterwerk beschouwd. En Werner Peters als belangrijkste acteur in de film. Staudte werd voor zijn werk met de Nationale Prijs van de DDR bekroond, en op het Karlovy Vary International Film Festival 1951 won hij met de film prijzen, in 1955 en 1956 werd Staudte bekroond met twee eredoctoraten in Finland.